# ヨークタウンの包囲戦 (南北戦争)
ヨークタウンの包囲戦（ヨークタウンのほういせん、英:Siege of Yorktown、またはヨークタウンの戦い、英Battle of Yorktown）は、南北戦争の半島方面作戦の一部として1862年4月5日から5月4日に行われた戦闘である。北軍ジョージ・マクレラン少将のポトマック軍はモンロー砦から行軍して、ウォーウィック防御線背後のバージニア州ヨークタウンでジョン・マグルーダー少将の小規模南軍と対峙した。マクレランはバージニア半島をリッチモンドまで遡る行軍を中断して、包囲戦を布いた。
4月5日、エラスムス・D・キーズ准将の第4軍団がリーズミルの南軍防御工作物で最初の接触を行ったが、ここはマクレランが抵抗無しで通過できると考えていた地域だった。マグルーダーが部隊を前後にこれ見よがしに動かしたことで、北軍はその工作物が強固に守られていると信じ込んだ。両軍が砲撃戦を交わす中で、キーズは南軍の防御の強度やその幅を偵察し、マクレランには南軍工作物に猛攻を加えることに反対する進言をした。マクレランは包囲戦用の防御物を建設するよう命令し、攻城戦用重砲を前線に持ってこさせた。その間に南軍のジョセフ・ジョンストンはマグルーダーに援軍を送った。
4月16日、北軍はダム1号の地点で南軍前線に探りを入れた。しかし、北軍はこの攻撃の当初の成功につけこむことができなかった。このことで機会を失ったマクレランはさらに2週間の時を要して海軍を説得し、ヨークタウンやグロスター・ポイントにある南軍の重砲を迂回してヨーク川をウェストポイントまで遡り、ウォーウィック防御戦の側面を衝くようにさせようとした。マクレランは5月5日の夜明けに大規模砲撃を掛けようと考えたが、南軍は5月3日の夜中にウィリアムズバーグの方向に抜け出していた
この戦闘はアメリカ独立戦争の最終的な戦闘となった1781年のヨークタウンの戦い戦場跡に近い所で起こった。

## 背景

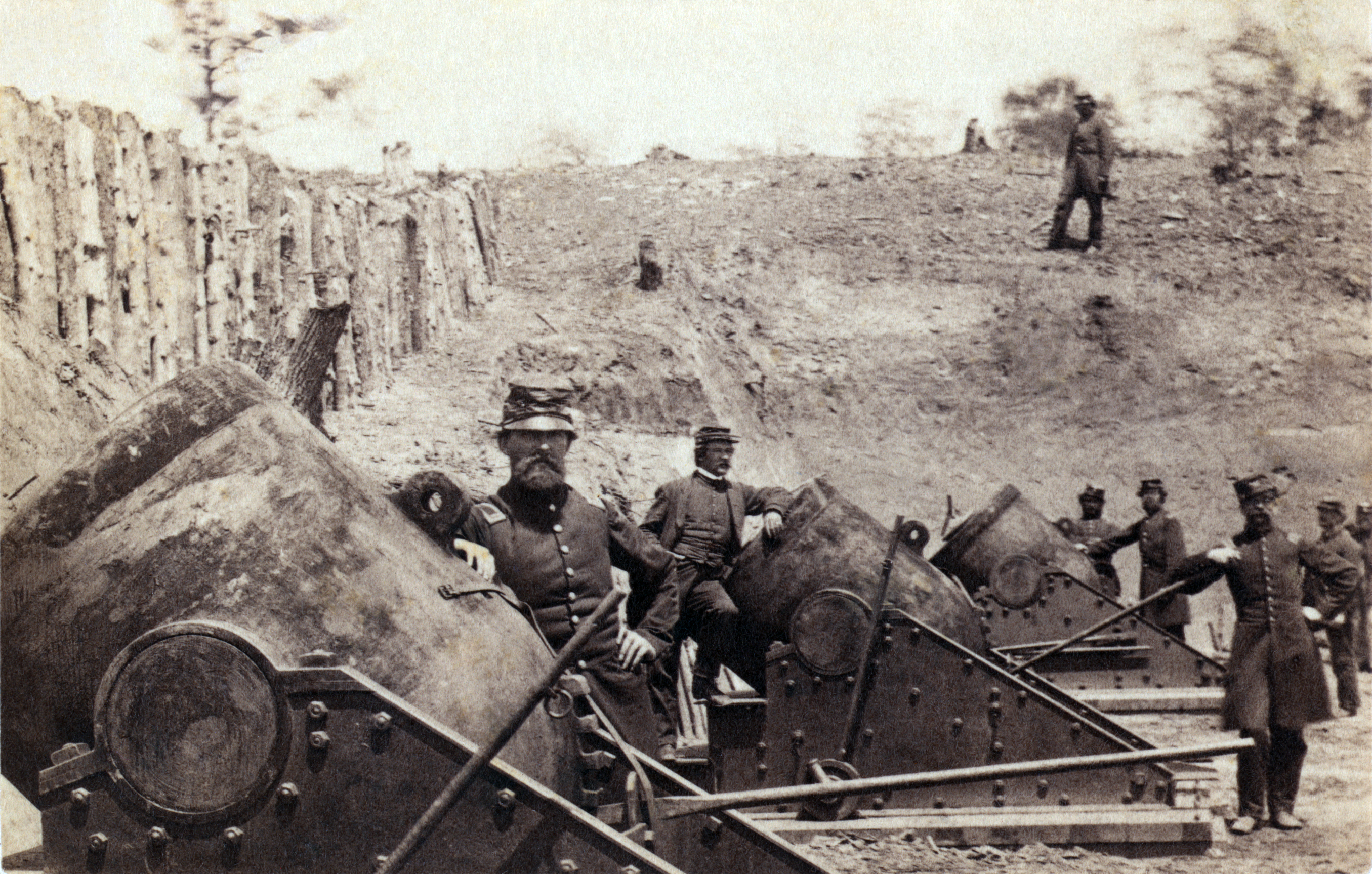
北軍の砲台、13インチ海岸迫撃砲

マクレランはアメリカ連合国の首都リッチモンドに接近するために、バージニア半島先端にあるモンロー砦に上陸した陸軍と海軍の水陸協働作戦を選んだ。そのポトマック軍は121,500名を数え、3月17日から389隻の艦船で運んだマクレランは海軍の艦船でヨークタウンを包み込むことを考えたが、南軍装甲艦CSSバージニアの出現とハンプトン・ローズ海戦（1862年3月8日-9日）によってこの作戦が妨げられた。ジェームズ川のバージニアとヨーク川河口の南軍砲台の脅威によって北軍の海軍はヨーク川もジェームズ川も支配できないことをマクレランに分からせたので、マクレランは単純にヨークタウンに向けて陸上の進軍を選んだ。
ヨークタウンの南軍防衛隊はジョン・マグルーダー少将が指揮しており、当初は11,000ないし13,000名に過ぎなかった。南軍の残りはジョセフ・ジョンストン将軍の全体指揮下にあり、カルペパー、フレデリックスバーグおよびノーフォークといったバージニア州東部に散らばったままだった。マグルーダーはウォーウィック川の背後にヨーク川のヨークタウンからジェームズ川のマルベリーポイントまで防御線を構築し（1781年にイギリス軍のチャールズ・コーンウォリス将軍が掘らせた塹壕を幾らか利用してもいた）、半島の全幅にわたって効果的に塞いだ。ただし、このときはその防御工作物のどこにも戦力を適切に配置はできなかった。この防御戦はウォーウィック防御線と呼ばれるようになった。
マクレランの作戦では、サミュエル・P・ハインツェルマン少将の第3軍団がヨーク川近くで南軍をその塹壕に縛っておき、エラスムス・D・キーズ准将の第4軍団が南軍右翼を包み込んでその通信線を遮断するというものだった。マクレランとその参謀はマグルーダーの防御線を無視し、南軍はヨークタウン直近の地域のみに集中しているものと見なしていた。

## 戦闘

### 北軍の前進とリーズミル
1862年4月4日、北軍はマグルーダーの当初の防御線を通過したが、翌日より効果的なウォーウィック防御線に遭遇した。地形の性格のために南軍の正確な配置を知ることは難しかった。誤った情報によってマクレランは南軍の防衛線の戦力が40,000名であり、ジョンストンは援軍60,000名を伴って直ぐにでも到着するものと想像した。マグルーダーは戦前に素人俳優であり、歩兵隊や砲兵隊を騒々しく動かすことで、その防衛軍が実際よりも多く見えさせるこれ見よがしの行動を採り、マクレランの混乱を増長させた。
北軍の第4軍団は先ず4月5日にリーズミルでマグルーダー前線の右側面に遭遇した。その土盛り防御物にはラファイエット・マクローズ少将の師団が配置されていた。第7メイン歩兵連隊が散兵として配置され、防御物の約1,000ヤード (900 m) 手前で止まり、そこに間もなくジョン・ダビッドソン准将の旅団と砲兵が加わった。砲撃戦が数時間続き、キーズは偵察を命じ、また援軍も到着したが、歩兵同士の戦闘は無かった。4月6日、第6メインおよび第5ウィスコンシン連隊の兵士がウィンフィールド・スコット・ハンコック准将の指揮でダム1号周辺を偵察したが、そこはマグルーダーがウォーウィック川を広げて水の障害を設けていた。北軍は南軍の哨兵を駆逐し何人かを捕虜にした。ハンコックはこの地域が南軍前線の弱点だと考えたが、マクレランからの命令でそれ以上つけこめなかった。キーズはマグルーダーの演出の多い部隊の動きに惑わされ、ウォーウィック防御線は攻撃で制圧できないと信じ込み、マクレランにもそのように告げた。
南軍にとっては驚きであり、エイブラハム・リンカーン大統領にとっては困惑させられたことに、マクレランはそれ以上の偵察を行わずに攻撃しないことを選択し、マグルーダーの防衛線に平行に塹壕を掘らせ、ヨークタウンを包囲するよう命じた。マクレランはキーズの報告やヨークタウンの町近くの敵勢力に関する報告に反応したが、アービン・マクドウェル少将の第1軍団が、マクレランの計画のように半島で合流するのではなく、ワシントンD.C.防衛に留まるという報せも受け取った。その後の10日間、マクレランの部隊は塹壕を掘り続け、マグルーダーは着実に援軍を受け取っていた。4月半ばまでに、マグルーダー軍は35,000名となり、かろうじてその防御線を守れるまでになった。
マクレランはその勢力が敵より勝っていることを疑ったが、その大砲の優位については疑わなかった。ヨークタウン包囲の準備には70門以上の重砲を備えた15の砲台を用意した。重砲は200ポンドパロット砲2門、100ポンドパロット砲12門、残りは20ポンドから30ポンドのパロット砲と4.5インチ・ロッドマン攻城戦用施条砲だった。これらに8インチから13インチまでの海岸迫撃砲41門が加わり、その重さは10トン以上、砲弾の重さは220ポンド (100 kg) もあった。もしこれらが同時に発砲された場合、1回に7,000ポンド (3,200 kg) 以上の砲弾を敵陣に放り込むことになった。
陸軍が塹壕に入っている間、北軍気球司令部の飛行士タデウス・ロー教授がコンスティチューション号とインターピッド号の2つの気球を使って空からの偵察を行った。4月11日、インターピッド号は第3軍団の師団長フィッツ・ジョン・ポーター准将を乗せて浮上したが、予想外の風で敵の前線上空まで運ばれてしまい、逆風で無事帰還できるまで北軍指導部を大いに慌てさせた。南軍のジョン・ブライアン大尉はヨークタウンの前線上空に熱気球を飛ばし、同じような風の悪戯を経験した。

### ダム1号
4月16日、北軍はハンコックが4月6日に弱点の可能性があると報告したウォーウィック川のリーズミルに近いダム1号地点で防御線に探りを入れた。マグルーダーはハンコックの部隊と軽い小戦闘を交わした後に、その配置の弱点を認識して強化を命じた。ハウエル・コブ准将の3個連隊と近くにいた他の6個連隊で、ダムを見下ろす川の西岸にある陣地を固めた。マクレランはこの敵陣の強化で攻城砲台の設置を邪魔されることを恐れるようになった。マクレランから第4軍団の師団長ウィリアム・F・"ボールディ"・スミス准将に出された命令は、会戦を避けることだったが、その防御工作物を完成させるときに「敵の邪魔をする」ことだった。
午前8時の砲撃に続いて、ウィリアム・T・H・ブルックス准将とそのバーモント旅団が散兵を前進させ南軍に発砲した。マクレランは前線を訪れて、スミスに、南軍が撤退しているようであれば川を渉るように告げた。しかしそれはその日の午後早くに始まっていた。午後3時、第3バーモント歩兵連隊の4個中隊がダムを渡り、残っていた防衛軍を壊走させた。前線の背後ではコブがその弟のトマス・コブ大佐のジョージア・リージョンと共に防御軍を編成し、南軍の射撃壕を占領していたバーモント兵を攻撃した。戦闘中に鼓手のジュリアン・スコットは負傷兵を連れ帰るのを助けるために銃火に曝されたクリークを何度か往復した。後にスコットはエドワード・ホルトン曹長やサミュエル・E・ピングリー大尉と共に名誉勲章を受章した。
バーモントの中隊は援軍が得られぬままにダムを渡って撤退し、後退時に損失を出した。午後5時頃、ボールディ・スミスは第6バーモント連隊にダムから下流の南軍陣地への攻撃を命じ、一方第4バーモント連隊にはダムの上で陽動行動を採らせた。この操軍は第6バーモント連隊が南軍からの激しい銃火に遭って撤退を強いられた時に失敗した。負傷兵の中には撤退時にダム背後にある浅い池に落ちて溺れた者もいた。

## 戦闘の後

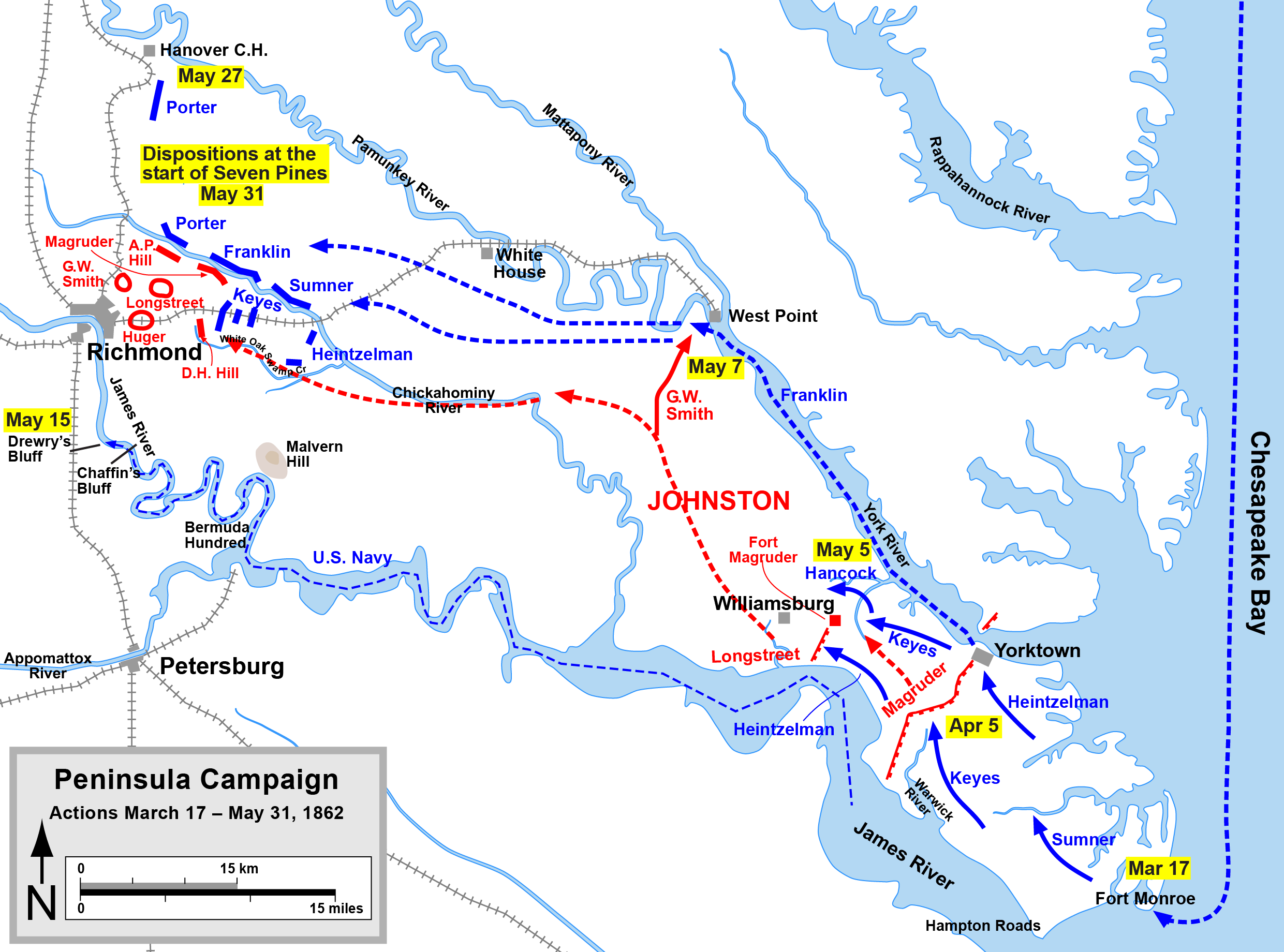
半島方面作戦の地図、セブンパインズの戦いまで

北軍の視点からはダム1号での交戦は意味の無いものになったが、戦死35名、負傷121名を出して終わった。南軍の損失は60ないし75名だった。ボールディ・スミスはこの戦闘中に乗っていた荒馬から2回放り出され、任務中の飲酒で告発されたが、アメリカ合衆国議会による調査で根拠の無い申立とされた。
4月の残り期間、57,000名となってジョンストンの直接指揮下に入った南軍はその防御を改善し、一方マクレランは5月5日に使うつもりの巨大な攻城砲を運び据える労力を費やしていた。ジョンストンは差し迫った砲撃が耐え難いものになることを理解し、5月3日にリッチモンドへ向けて輜重車を送り返し始めた。逃亡奴隷がこの事実をマクレランに伝えたが、マクレランは信じなかった。マクレランはその勢力12万名と見積もった敵が留まり戦うものと確信していた。5月3日の夜、南軍は短時間砲撃を行ってその後静かになった。翌朝早く、ハインツェルマンは観測気球で浮上し、南軍の工作物が空になっていることを発見した。
マクレランはこの報せに驚愕した。ジョージ・ストーンマン准将の指揮する騎兵隊に追撃に向かわせ、ウィリアム・B・フランクリン准将の師団には海軍の輸送船に再度乗ってヨーク川を遡り、ジョンストン軍の退路を遮断するよう命じた。戦局はその後のウィリアムズバーグの戦いに移行した。